# Pécs-Gyárváros megállóhely
Pécs-Gyárváros megállóhely Pécs Gyárváros városrészében található megszűnt vasúti megállóhely a Pécs–Bátaszék-vasútvonalon, melyet a MÁV üzemeltetett.

## Története
A vonalon 1911. július 1-jén indult el a forgalom, Pécs-Gyárvárost is ekkor adták át megálló-rakodóhelyként.
2009. december 13-ától a vasútvonalon megszűnt a személyszállítás.

## Megközelítése
A megállóhely a pécsi Gyárvárosban található, a Gyár utcában. A közelben számos autóbuszjárat közlekedik, a megállóhelyhez a Mohácsi út, az Autójavító és a Gyárvárosi templom elnevezésű buszmegállók vannak a legközelebb.
- Mohácsi út és Autójavító:  2, 2A, 4, 4Y, 13, 13E, 13Y, 14, 14Y, 15, 15A, 20, 21, 21A, 25, 26, 30Y, 60, 60A, 60Y, 102, 102Y, 104, 104A, 104E, 104Y, 121
 Helyközi autóbuszok
- Gyárvárosi templom:  2, 2A, 4, 4Y, 13, 13E, 13Y, 14, 14Y, 15, 15A, 25, 26, 26A, 30Y, 60, 60A, 60Y, 102, 102Y, 104, 104A, 104E, 104Y

## Kapcsolódó állomások
A vasútállomáshoz az alábbi állomások vannak a legközelebb:
- Pécs-Külváros vasútállomás
- Pécsújhegy megállóhely

## Forgalom
Megszűnése előtt a vonalon napi 5-6 vonatpár közlekedett, ebből Pécs-Gyárvárosnál Pécsvárad felé napi 4, míg Pécs felé 5 vonat állt meg.